# Václav Vilém Štech

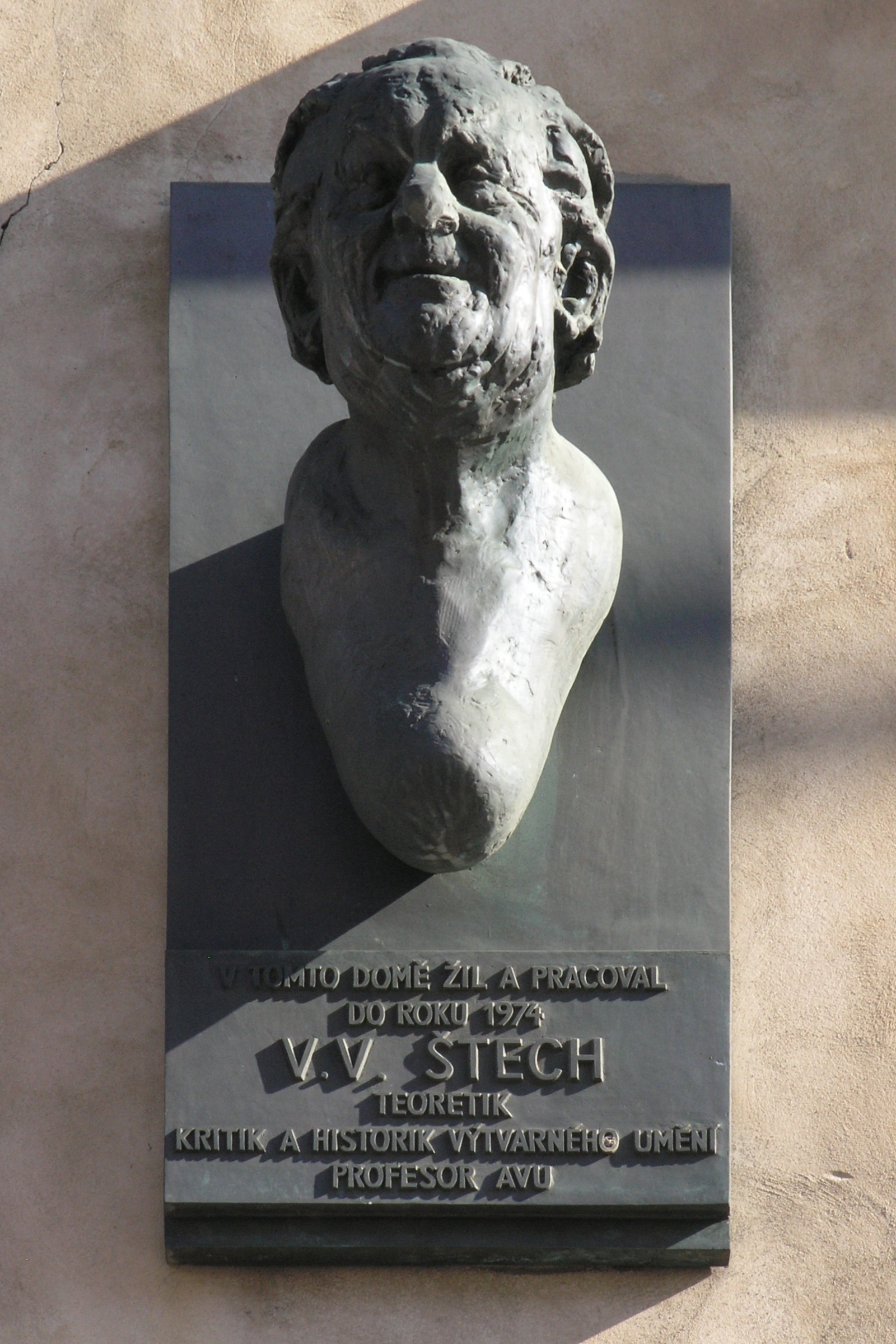
Busta a pamětní deska V. V. Štecha v Nerudově ulici 32 v Praze

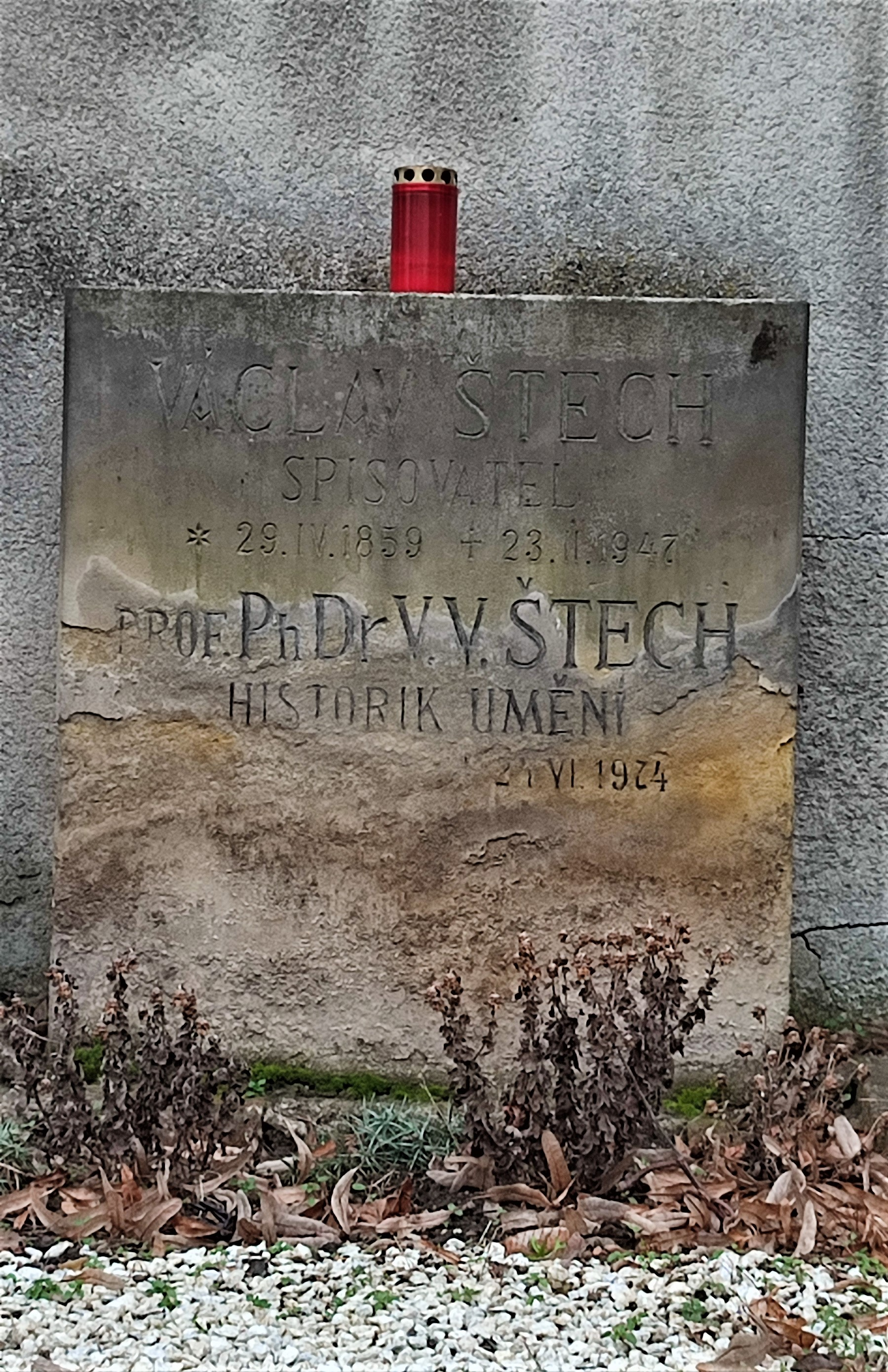
Náhrobek Václava Viléma Štecha, Městský hřbitov ve Slaném

Václav Vilém Štech (31. března 1885, Slaný – 24. června 1974, Praha) byl český historik umění, teoretik, kritik a publicista, profesor Akademie výtvarných umění v Praze.

## Život
Byl synem spisovatele a dramatika Václava Štecha, pozdějšího ředitele Divadla na Vinohradech. Po maturitě na pražském gymnáziu vystudoval v letech 1904–1910 dějiny umění (prof. Bohumil Matějka), historii (prof. Josef Pekař, Josef Šusta) a estetiku (prof. Otakar Hostinský) na Filozofické fakultě Karlo-Ferdinandovy univerzity v Praze. Studia ukončil obhajobou rigorózní práce roku 1910. Roku 1912 pokračoval ve studiu na Humboldtově univerzitě v Berlíně a na Sorbonně v Paříži. Od roku 1904 byl členem Klubu Za starou Prahu.
V letech 1910–1918 byl odborným asistentem ředitele Muzea hlavního města Prahy. Roku 1919 byl členem československé delegace na mírové konferenci v Paříži a pak do roku 1924 působil jako ministerský tajemník na Ministerstvu školství a národní osvěty v referátu péče o současné umění. V letech 1916–1924 byl také redaktorem edice Umělecké památky nakladatelství František Topič.
V letech 1924–1930 přednášel nauku o slohu na Uměleckoprůmyslové škole v Praze, roku 1927 se habilitoval jako docent. Od roku 1930 do roku 1939 působil jako mimořádný profesor dějin umění Akademie výtvarných umění. V letech 1931–1934 byl redaktorem edice Umění v obrazech.
Na počátku války byl zatčen a do roku 1942 vězněn v koncentračním táboře Buchenwald.
Od roku 1945 byl řádným profesorem dějin umění na Akademii výtvarných umění v Praze a profesorem ČVUT. Spolupracoval s Československým rozhlasem od počátku jeho vysílání a připravoval populárně naučné programy v Československé televizi (Procházky Prahou v 60. letech).
Vykonával také praxi soudního znalce v oboru českého malířství 19. a první poloviny 20. století, zejména psal posudky na svého sourodáka Josefa Matěje Navrátila, jeho současníky a na generaci Antonína Slavíčka a Vojtěcha Sedláčka.

### Ocenění
- 1956 Cena Antonína Matějčka
- 1959 Řád práce  [4]
- 1967 Státní cena

## Dílo
Zabýval se teoretickými otázkami uměleckého slohu a všemi obdobími dějin českého umění. Publikoval články v časopisech i souborné publikace zejména o svých současnících (Gutfreund, Myslbek, Aleš, Kuba, V. Beneš, A. Slavíček, Španiel, Kosárek, Navrátil a další). Věnoval se Obrazárně Pražského hradu a Moderní galerii a publikoval průvodce historickými sídly (Praha, Bechyně, Červený Kameň). Dalšími oblastmi jeho zájmu byla italská renesance a díla Michelangela Buonarroti, Rembrandta, Piero della Francesca, český barok Matyáše Bernarda Brauna a rodiny Brokofů. Články v časopisech publikoval také pod pseudonymy Jan Hoch, Karel Novák, Karel Sylvester, Karel Zahora nebo Václav Prokop.